# Lorenzo Arrazola

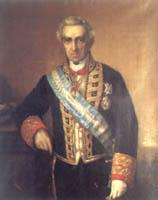
Lorenzo Arrazola.

Lorenzo Arrazola y García (Checa, 10 augustus 1797 – Madrid, 23 februari 1873) was een Spaans rechtswetenschapper, politicus en eerste minister.

## Levensloop

### Studies en beroepsloopbaan
Ondanks dat Arrazola in armoedige toestanden leefde, kon hij met de steun van een oom, die ambtman was van Checa, een studie filosofie en theologie in een priesterseminarie doen. Ter aansluiting van deze studies begon hij een studie in de rechtswetenschappen en promoveerde later tot doctor in de rechten. Vervolgens werd hij docent in de rechtswetenschappen, filosofie en retoriek aan de Universiteit van Valladolid, waar hij later rector werd. Vanaf 1835 was hij als advocaat actief bij het Bureau van Valladolid.
Arrazola was tussen 1848 en 1870 ook de auteur van de uit twaalf delen bestaande "Encyclopedie van het Spaanse Recht", dat in de 19e eeuw een belangrijke standaardwerk van het Spaanse recht was. Ook was hij de auteur van het "Handboek van de Filosofie voor de Jeugd".

### Afgevaardigde, minister en voorzitter van het Opperste Gerechtshof
Op 22 september 1837 begon zijn politieke loopbaan toen hij voor de Partido Moderado verkozen werd tot lid van het Congreso de los Diputados, wat hij bleef tot in februari 1841.
Op 9 december 1838 werd hij minister van Genadeverzoeken en Justitie in de regering van Evaristo Pérez de Castro, wat hij bleef tot en met 20 juli 1840. In mei 1839 en van oktober tot november 1839 was hij voor tweemaal ad interim minister van Binnenlandse Zaken. Op 3 september 1844 werd hij opnieuw verkozen tot parlementsafgevaardigde en bleef ditmaal parlementslid tot in augustus 1850. Van 13 februari tot en met 16 maart 1846 was hij nogmaals minister van Justitie en van Genadeverzoeken in de regering van Manuel Pando Fernández de Pinedo.
Van 4 oktober 1847 tot en met 14 januari 1851 was hij voor een derde maal minister van Genadeverzoeken en Justitie in de vierde en vijfde kabinet van Ramón María Narváez y Campos, maar werd wel onderbroken tijdens het overgangskabinet van Serafín María de Soto dat van 19 tot 20 oktober 1849 in functie was. Als minister was hij verantwoordelijk voor het invoeren van de strafwetten van 1848.
Als verdienste hiervan werd hij op 23 december 1848 door koningin Isabella II benoemd tot senator voor het leven.
In 1851 werd hij benoemd tot voorzitter van het Opperste Gerechtshof dat hij tot in 1853 voorzat. Van 1856 tot 1864 was hij dit opnieuw en tussendoor was hij eveneens officier van Justitie. In 1863 was hij betrokken bij een omvangrijke hervorming van het Opperste Gerechtshof.

### Eerste minister en laatste levensjaren
Nadat hij jarenlang politiek op de achtergrond was gebleven, werd hij op 17 januari 1864 door koningin Isabella benoemd tot eerste minister. Hij bleef in functie tot en met 1 maart 1864 en was tegelijkertijd minister van Buitenlandse Zaken.
Op 16 september 1864 werd hij voor de vierde maal minister van Genadeverzoeken en van Justitie in de zesde regering van Ramón Narváez en bleef dit tot en met 21 juni 1865. In september 1864 was hij tevens voor enkele dagen ad interim minister van Koloniën en in april 1865 en van mei tot juni 1865 was hij ad interim minister van Buitenlandse Zaken.
Van 10 juli 1866 tot 27 juni 1867 was hij nogmaals minister van Justitie en Genadeverzoeken in de zevende regering van Narváez en van 27 juni 1867 tot 23 april 1868 was hij minister van Buitenlandse Zaken in de laatste regering onder leiding van Ramón Narváez.

### Ereambten en onderscheidingen
Op 21 mei 1832 werd hij benoemd tot lid van de Real Academia de la Purísima Concepción de Valladolid en van 29 september 1857 tot en met 18 januari 1870 was hij lid van de pas opgerichte Real Academia de Ciencias Morales y Políticas, waarvan hij van 20 februari 1866 tot en met 18 november 1868 de voorzitter was.
Voor zijn politieke en wetenschappelijke verdiensten werd hij in 1868 toegelaten tot de Orde van het Gulden Vlies.
- Biblioteca Nacional de España: XX1509188
- Catàleg d'autoritats de noms i títols de Catalunya: 981058525441906706
- Virtual International Authority File: 305991333
- WorldCat: E39PBJrRjwkYcH3RmHXbB7HHmd